# 1791 en santé et médecine
| Années de la santé et de la médecine : 1788 - 1789 - 1790 - 1791 - 1792 - 1793 - 1794    |
| Décennies de la santé et de la médecine : 1760 - 1770 - 1780 - 1790 - 1800 - 1810 - 1820 |

Cet article présente les faits marquants de l'année 1791 en santé et médecine.

## Événements
- 14 juin : en France, promulgation de la loi Le Chapelier qui interdit tout groupement professionnel, que ce soit de gens de métier, les "maîtres", ou de leurs ouvriers et apprentis[1].

## Naissances

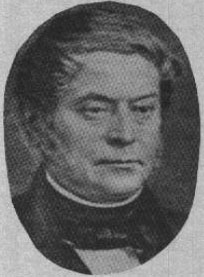
Charles Gabriel Pravaz

- 24 mars : Charles Gabriel Pravaz (mort en 1853), chirurgien orthopédiste français, inventeur de la seringue[2].

## Décès
- 15 avril : Alexander Garden (né en 1730), médecin, naturaliste et botaniste écossais[3].